# Episinus similanus
Episinus similanus là một loài nhện trong họ Theridiidae.
Loài này thuộc chi Episinus. Episinus similanus được Arthur T. Urquhart. miêu tả năm 1893.